# Soyaniquilpan de Juárez
Soyaniquilpan de Juárez és un municipi de l'estat de Mèxic. San Francisco Soyaniquilpan és el cap de municipi i principal centre de població d'aquesta municipalitat. Aquest municipi és a la part nord-occidental de l'estat de Mèxic. Limita al nord amb l'estat d'Hidalgo, al sud amb Jilotepec, a l'oest amb Jilotepec i a l'est amb Hidalgo.